# Acrocianosi
Il termine acrocianosi si riferisce a modifiche del normale aspetto della cute che assume un colore blu o rosso che colpisce soprattutto le dita, i polsi e caviglie, ma si sono registrati anche episodi che colpiscono il viso. Alcuni casi studiati riportano una prevalenza di acrocianosi in persone affette da autismo o con sindrome di Asperger.
È un disturbo di tipo vascolare. 

## Tipologia
Esistono due tipologie di acrocianosi:
- una forma benigna, più comune, che non necessita di alcun tipo di trattamento;
- una forma non benigna, che può indicare un serio problema medico, ad esempio il fenomeno di Raynaud.

## Eziologia
Le cause risultano ancora sconosciute. I dati epidemiologici suggeriscono che il clima freddo e la bassa corporatura sono fattori di rischio per episodi di Acrocianosi.

## Clinica
Clinicamente si presenta con sudorazione e senso di freddo alle estremità del corpo, la cui cute assume una colorazione bluastra. A sua volta può essere segno di malattie del tessuto connettivo o del cuore, nonché segno di un imminente shock.

### Fattori di rischio
I dati epidemiologici suggeriscono che il clima freddo ed un basso indice di massa corporea sono fattori di rischio per episodi di Acrocianosi.

## Terapie
Generalmente non è necessario alcun trattamento. È opportuna la rassicurazione del paziente e consigli volti ad evitare l'esposizione al freddo. In letteratura medica viene riportato l'utilizzo di farmaci vasodilatatori, in genere senza particolare beneficio.